# Harvey Wippleman
Bruno Lauer (Pennsylvania, 27 ottobre 1965) è un manager e arbitro di wrestling statunitense, sotto contratto con la WWE, in qualità di road agent.
Lauer iniziò la sua carriera nel mondo del wrestling nel Sud degli Stati Uniti, specialmente nella zona di Memphis. Negli anni novanta, entrò nella World Wrestling Federation, interpretando la gimmick di Harvey Wippleman, manager heel di wrestler come Big Bully Busick, Kamala, e Giant González. Nel 2000, è diventato il primo ed unico uomo ad aver mai vinto la cintura di campione mondiale femminile WWF Women's Championship. Oltre a lavorare nel backstage della WWE, occasionalmente si esibisce come Downtown Bruno nella Memphis Wrestling.

## Carriera

### World Wrestling Federation/Entertainment (1991-presente)
Nel 1991, dopo svariati anni passati in federazioni minori dove svolgeva la mansione di arbitro e spesso anche di lottatore, Lauer fu chiamato dall'amico Sid Eudy a lavorare nella World Wrestling Federation. Lauer debuttò interpretando il personaggio di Harvey Wippleman, il malvagio manager di Big Bully Busick. Nell'aprile del 1992, a WrestleMania VIII, Wippleman fece da manager a Sid Justice, la gimmick interpretata dall'amico Sid Eudy, durante il main event della serata che consisteva nel suo match contro Hulk Hogan (che terminò per Justice con una sconfitta per squalifica). Quando Eudy lasciò la WWF, molte delle luci su Lauer in WWF si spensero, ed egli iniziò a far da manager a talenti meno importanti.
Successivamente, Wippleman divenne manager di Kamala, che era nel bel mezzo di un feud con The Undertaker. Dopo che Kamala fu sconfitto da Undertaker in un Coffin match a Survivor Series 1992, Kamala lasciò Wippleman e si affidò al Reverendo Slick che divenne il suo nuovo manager. Wippleman continuò da solo la sua personale guerra contro Undertaker e portò un suo nuovo cliente nella WWF, il quasi 2 metri e mezzo di altezza Giant González, che interferì nella Royal Rumble 1993 causando l'eliminazione di Undertaker. Giant Gonzalez e Undertaker si scontrarono a WrestleMania IX, in un match dove Gonzalez fece svenire Undertaker utilizzando un fazzoletto imbevuto di cloroformio. Il feud tra i due culminò in uno speciale Rest in Peace match a SummerSlam 1993, vinto dal becchino.
La successiva storyline di primo piano nel quale fu coinvolto Wippleman ebbe luogo nel 1995, quando fece da manager alla sua fidanzata sulle scene Bertha Faye. La Faye, con Wippleman al suo angolo, vinse il titolo WWF Women's Championship sconfiggendo Alundra Blayze a SummerSlam 1995. In seguito Wippleman iniziò un feud con l'annunciatore WWF Howard Finkel. Il loro bizzarro feud culminò in un Tuxedo match svoltosi il 5 gennaio 1995. L'anno seguente, Lauer fu impiegato principalmente come arbitro.

#### WWF Women's Championship (2000)
Durante l'Era Attitude, Lauer (travestito da donna e con l'identità di "Hervina") vinse il titolo WWF Women's Championship battendo The Kat nel corso di un "Lumberjill Snow bunny" match, un incontro tenutosi all'interno di una piscina riempita di neve e ai cui bordi stavano una serie di lottatrici pronte ad impedire che uno dei due contendenti uscisse fuori. Perse poi il titolo il 3 febbraio 2000 contro Jacqueline in un match durato meno di un minuto. Successivamente Lauer svolse prettamente l'attività di road agent per la WWE.

## Vita privata
Nel 1994, restò coinvolto in un grave incidente d'auto insieme a Joey Marella, che costò la vita a quest'ultimo. L'incidente avvenne perché Marella si addormentò alla guida mentre i due erano in viaggio verso Newark nel New Jersey. Marella non aveva la cintura di sicurezza, ma Lauer sì, è fu questo a salvargli la vita anche se restò comunque ferito nello scontro.
Ha scritto anche la sua autobiografia, intitolata Wrestling with the Truth, pubblicata nel 2008.

## Personaggio

### Wrestler assistiti
- Big Bully Busick[2][17]
- Cactus Jack
- The Masked Marauder[17]
- Don Bass[17]
- Lord Humongous/Sid Justice[10][17]
- The Warlord[10]
- Glenn Kulka[17]
- Ray Candy[17]
- Steve Bradley[17]
- Eli the Eliminator[17]
- Jeff Gaylord[17]
- Sika Anoa'i[17]
- Giant Gonzalez[10][17]
- Kamala[10]
- Adam Bomb[10][17]
- Mr. Hughes[10][17]
- Kwang[10]
- Brian Armstrong[10][17]
- The Brooklyn Brawler[17]
- Jack "the Stretcher" Hart[17]
- Bertha Faye[10][17]
- The Fabulous Moolah[17]
- Big Bubba Rogers[17]
- Baldo[17]
- "Irish Assassin" Mick Tierney[17]
- Big Bill Tabb[17]
- Tony Falk[17]
- Goliath[17]
- Rude Dog[17]
- The Scorpion[17]
- King Cobra[17]
- Sgt. Major Gary Lang[17]
- Rick Link[17]
- Phil Hickerson[17]
- Earthquake Ferris[17]
- Rob Noxious[17]
- Ken Raper[17]
- Frankie Lancaster[17]
- Pat Rose[17]
- Lou Fabiano[17]
- Buddy Wayne[17]
- Mike Samples[17]
- Pat Hutchinson[17]
- Jim Ryder[17]
- Bronx Bull[17]
- Bronx Bomber[17]
- The Louisiana Assassins[17]
- Bob Owen[17]
- Carl Fergie[17]
- Gary Young[17]
- Tony Anthony[17]
- Alan Steele[17]
- The Stud Stable (Robert Fuller, Jimmy Golden, Dutch Mantel, Brian Lee, Cactus Jack, Brickhouse Brown, Sylvia)[17]
- The Harris Brothers[17]
- The Assassins (Jody Hamilton & Tom Renesto)[17]
- Rock 'n' Roll RPMs (Tommy Lane & Mike Davis)[17]
- Badd Company (Paul Diamond & Pat Tanaka)[17]
- The Moondogs[17]
- Eddie[17] e Doug Gilbert[17]
- Well Dunn (Timothy Well & Steven Dunn)[17]
- The Batten Twins (Brad & Bart Batten)[17]
- The Kelly Twins[17]

## Titoli e riconoscimenti
- Continental Wrestling Federation
  - Southeast United States Junior Heavyweight Championship (1)
- World Wrestling Federation
  - WWF Women's Championship (1)[14]